# Looking Forward (film, 1910)
Pour les articles homonymes, voir Looking Forward.
Ne doit pas être confondu avec Looking Forward (film, 1933).
Pour plus de détails, voir Fiche technique et Distribution.
Looking Forward est un film muet américain réalisé par Theodore Marston et sorti en 1910. 
Le film est considéré comme perdu.

## Fiche technique
- Titre : Looking Forward
- Réalisation : Theodore Marston
- Scénario : Theodore Marston, d'après une histoire de James Oliver Curwood
- Photographie :
- Montage :
- Musique :
- Production : Thanhouser Company
- Pays d'origine : États-Unis
- Langue originale :
- Format : noir et blanc
- Genre :
- Durée : 995 feet
- Dates de sortie :
  - États-Unis : 20 décembre 1910

## Distribution
- Frank Hall Crane
- William Russell